# 폼산 탈수소효소
폼산 탈수소효소(영어: formate Dehydrogenase)는 이산화 탄소의 산화를 촉진하는 효소의 세트로, 전자를 NAD+와 같은 두 번째 기질에 수여한다.

## 기능
NAD 의존성 폼산 탈수소효소는 메틸로트로픽 효모와 세균에서 중요하며, 메탄올과 같은 C1 화합물의 이화작용에도 필수적이다. 사이토크롬 의존성 효소는 원핵 생물의 혐기성 대사에서 중요하다. 예를 들어, 대장균에서의 형태(ferricytochrome-b1 oxorotodase)는 2개의 서브 유닛을 가진 내재성 막 단백질이며 혐기성 질산염 호흡에 관여한다.
NAD 의존 반응
폼산 + NAD+  CO2 + NADH + H+
시토크롬 의존 반응
폼산 + 2 페리사이토크롬 b1  CO2 + 2 페리사이토크롬 b1 + 2H+

## 몰리브도프테린, 몰리브데넘 및 셀레늄 의존성
때때로 텅스텐(세균 폼산 탈수소효소 H)을 사용하는 산화환원효소 패밀리의 효소 중 하나는 셀레늄-몰리브데넘의 몰리브도프테린을 사용하는 것으로 알려져 있다.

## 막 관통 도메인
폼산 탈수소효소의 베타 서브 유닛의 막 관통 도메인은 단일 막 관통 나선으로 구성된다. 이 도메인은 단백질 내에서 전자의 전도를 허용하면서 막 앵커의 역할을 한다.

## 같이 보기
- 폼산
- 탈수소효소